# Надльодовикове озеро

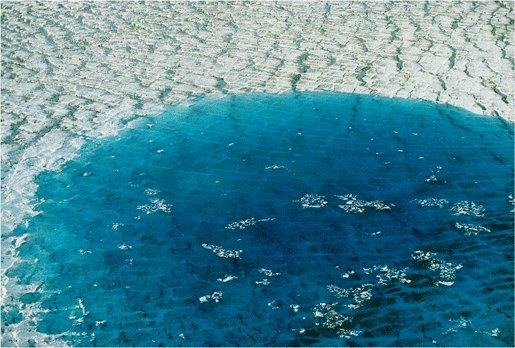
Надльодовикове озеро на поверхні льодовика Беринг (1995)

Надльодовиковим озером є будь-який став рідкої води на поверхні льодовика. Хоча такі стави є ефемерними, вони можуть сягати кількох кілометрів у довжину та десятків метрів у глибину. Надльодовикові озера можуть існувати протягом місяців, або й десятків років поспіль, проте можуть спорожніти за лічені години.

## Період існування
Озера можуть утворюватись внаслідок танення поверхні льодовика в теплу пору року, або від опадів у періоди мусонів. Вони можуть розсочуватись шляхом виходу з власних берегів, або утворивши льодовиковий млин.

## Вплив на льодові маси
Озера діаметром понад 300 метрів здатні утворити наповнені водою тріщини на поверхні льодовика внаслідок процесу виморожування. Зв'язок поверхні з опорою льодовика таким шляхом називається льодовиковим млином. Після утворення цих тріщин озеро може спорожніти за 2-18 годин, передавши теплу воду до основи льодовика й таким чином змастивши його опору, що в свою чергу змушує льодовик до руху. Темп спорожнення такого озера еквівалентний темпу потоку Ніагарського водоспаду. Такі льодовикові тріщини, утворені на шельфових льодовиках, можуть проникати вниз до океану та докладати до їх розламування.
Надльодовикові озера також мають зігрівальний ефект на льодовики; маючи нижче, аніж в льоду, альбедо, вода вбирає більше сонячної енергії, що призводить до нагрівання та (потенційно) подальшого танення.

## Контекст
Надльодовикові озера можуть утворюватись на будь-якій зоні льодовика.
Відступальні льодовики Гімалаїв утворюють різноманітні та довговічні озера багатокілометрового діаметру та глибиною в десятки метрів. Вони можуть бути оточеними моренами; деякі є достатньо глибокими, аби розшаруватись за щільністю. Більшість з них продовжують свій ріст ще з 1950 років; з того часу льодовики продовжують зменшуватись.
Проліферація надльодовикових озер передувала обвалу шельфового льодовика Ларсена Б у 2001 році, та могла бути з ним пов'язаною.
Такі озера є також виразними в Ґренландії, де їх певною мірою пов'язують з рухом льоду.

## Відкладення

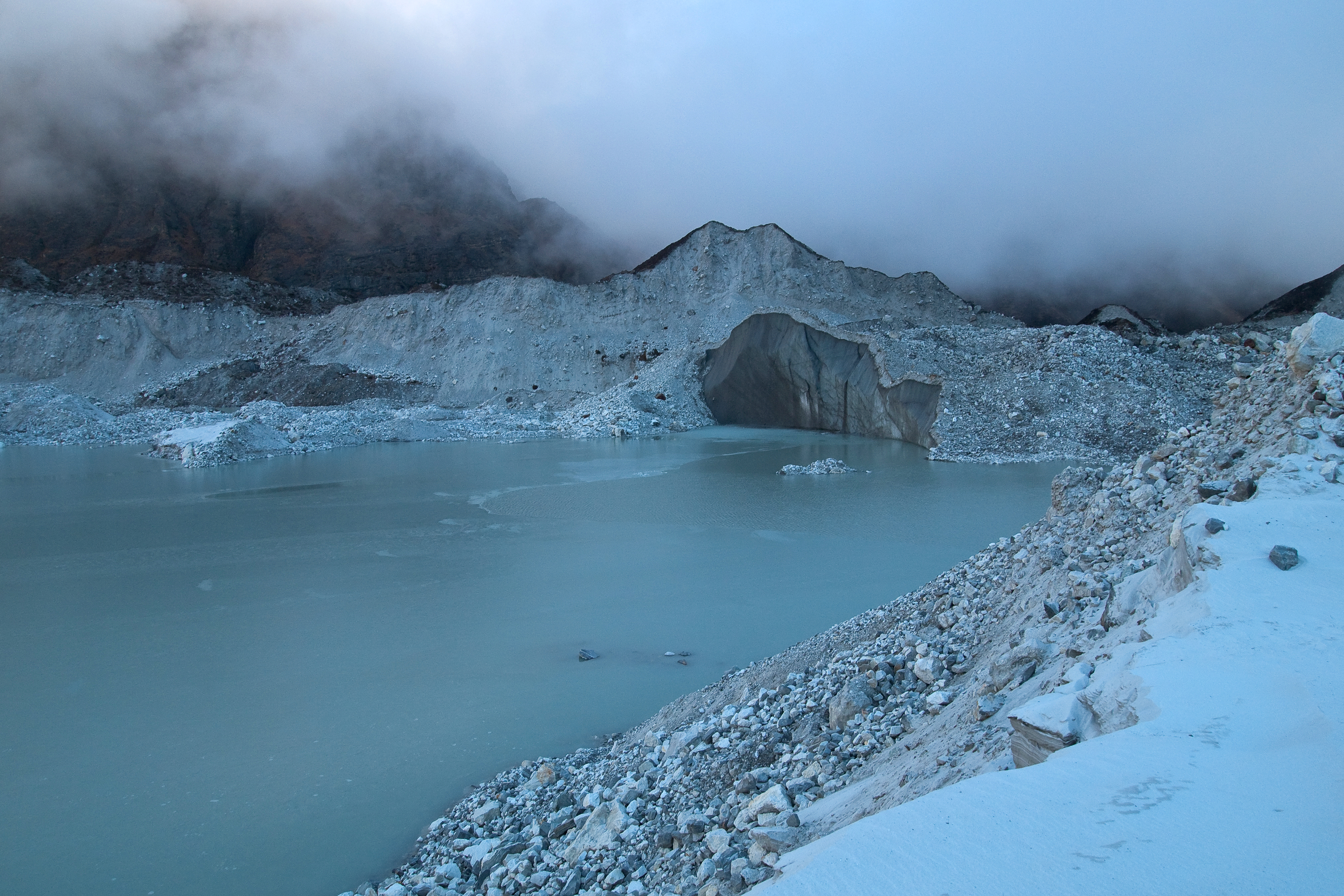
Нгозумпа

Часточки осаду часто нагромаджуються в надльодовикових озерах; вони змиваються туди талими або дощовими водами, що ці озера живлять. Природа цих відкладень залежить від походження води, а також від відстані конкретної ділянки до краю льодовика та краю озера. Кількість уламків та сміття на поверхні льодовика також впливають на це значною мірою. Природно, відкладення в довговічних озерах відрізняються від відкладень молодих озер.
Здебільшого серед відкладень зустрічаються крупнозернисті фрагменти піску та гравію. Темп їх накопичення може становити до 1 метра на рік поблизу берегів більших озер.
Під час танення льодовика його осад може зберігатись у вигляді надльодовикової морени. 